# Schlachtgeschwader 102
Das Schlachtgeschwader 102 war ein Verband der Luftwaffe der Wehrmacht im Zweiten Weltkrieg. Als Schlachtgeschwader verfügte es über die einmotorige Focke-Wulf Fw 190. Das Geschwader wurde während seiner gesamten Bestehenszeit als Ausbildungsgeschwader eingesetzt und hatte daher keine Kampfeinsätze.

## Geschichte
Das Schlachtgeschwader 102 entstand am 18. Oktober 1943 im deutschbesetzten Frankreich, in Paris-Orly (Lage) aus dem Sturzkampfgeschwader 102. Aus dem Stab des Sturzkampfgeschwaders 2 entstand der Geschwaderstab, aus der I. und II. Gruppe des Sturzkampfgeschwaders die I. und II. Gruppe des Schlachtgeschwaders 102.
Anschließend verlegte das gesamte Geschwader im November 1943 in das deutschbesetzte Tschechien nach Deutsch-Brod (Lage), wo es bis zum Oktober 1944 blieb. Dort war es der 2. Flieger-Schul-Division der Luftflotte 10 unterstellt.
Das Geschwader wurde während seiner gesamten Bestehenszeit als Ausbildungsgeschwader eingesetzt und hatte daher keine Kampfeinsätze.
Am 4. Februar 1945 wurde es in Hohensalza (Lage) und Ruzyně bei Prag (Lage) aufgelöst.

## Kommandeure

### Geschwaderkommodore
| Dienstgrad | Name              | Zeit                                  |
| ---------- | ----------------- | ------------------------------------- |
| Major      | Bernhard Hamester | 18. Oktober 1943 bis 7. November 1944 |
| Major      | Karl Henze        | 15. November 1944 bis 4. Februar 1945 |

### Gruppenkommandeure
I. Gruppe
- Hauptmann Siegfried Göbel, 18. Oktober 1943 bis 19. Juni 1944[7]
- Hauptmann Fritz Eyer, 20. Juni 1944 bis 14. Oktober 1944[8]
- Hauptmann Rudolf Braun, 15. Oktober 1944 bis 4. Februar 1945[9]

II. Gruppe
- Hauptmann Fritz Eyer, 18. Oktober 1943 bis 24. Januar 1944[10]
- Hauptmann Rudolf Braun, 25. Januar 1944 bis 14. Oktober 1944[11]
- Hauptmann Fritz Eyer, 15. Oktober 1944 bis 9. Januar 1945[12]
- Major Frank Neubert, 10. Januar 1945 bis 4. Februar 1945[13]